# Ratsarchiv Görlitz
Das Ratsarchiv Görlitz ist das bedeutendste Kommunalarchiv der Oberlausitz und eines der bedeutendsten in Sachsen. Es befindet sich im Rathaus Görlitz und entstand mit dessen Baubeginn im 14. Jahrhundert. Einer der bekanntesten Görlitzer Ratsarchivare war Richard Jecht, der Görlitz auch als Historiker zu hohem geisteswissenschaftlichen Ansehen verhalf. Das Ratsarchiv beinhaltet viele Tausende Bücher, Schriftstücke, Akten, Urteile, Rechnungen, Testamente, Urkunden, Fotos, Karten, Filme etc.

## Zobelsche Bibliothek
Einer der Bestände ist die vom Stadtsyndicus Johann Gottlob Zobel (* 1748; † 1816) angelegte Zobelsche Bibliothek mit zwölf Bänden mehrerer tausend handgeschriebenen und durch Richard Jecht indizierten Seiten. Zobel erwarb („mag Zobel [...] die Manuskripte erworben haben“) aus dem Nachlass des Oberamtsadvokats Christian Gottlieb Buchwald (* 1732; † 1770) eine von dessen Vater Christian Buchwald (Oberstadtschreiber; * 1704; † 12. September 1762) verfasste Handschriftensammlung über beispielsweise den Pönfall, Urkunden, die Görlitzer Heide, Rechtsgutachten, Listen, Urteile Rezesse etc. und vermachte sie im Jahr 1816 dem Görlitzer Rat.